# 憲章77

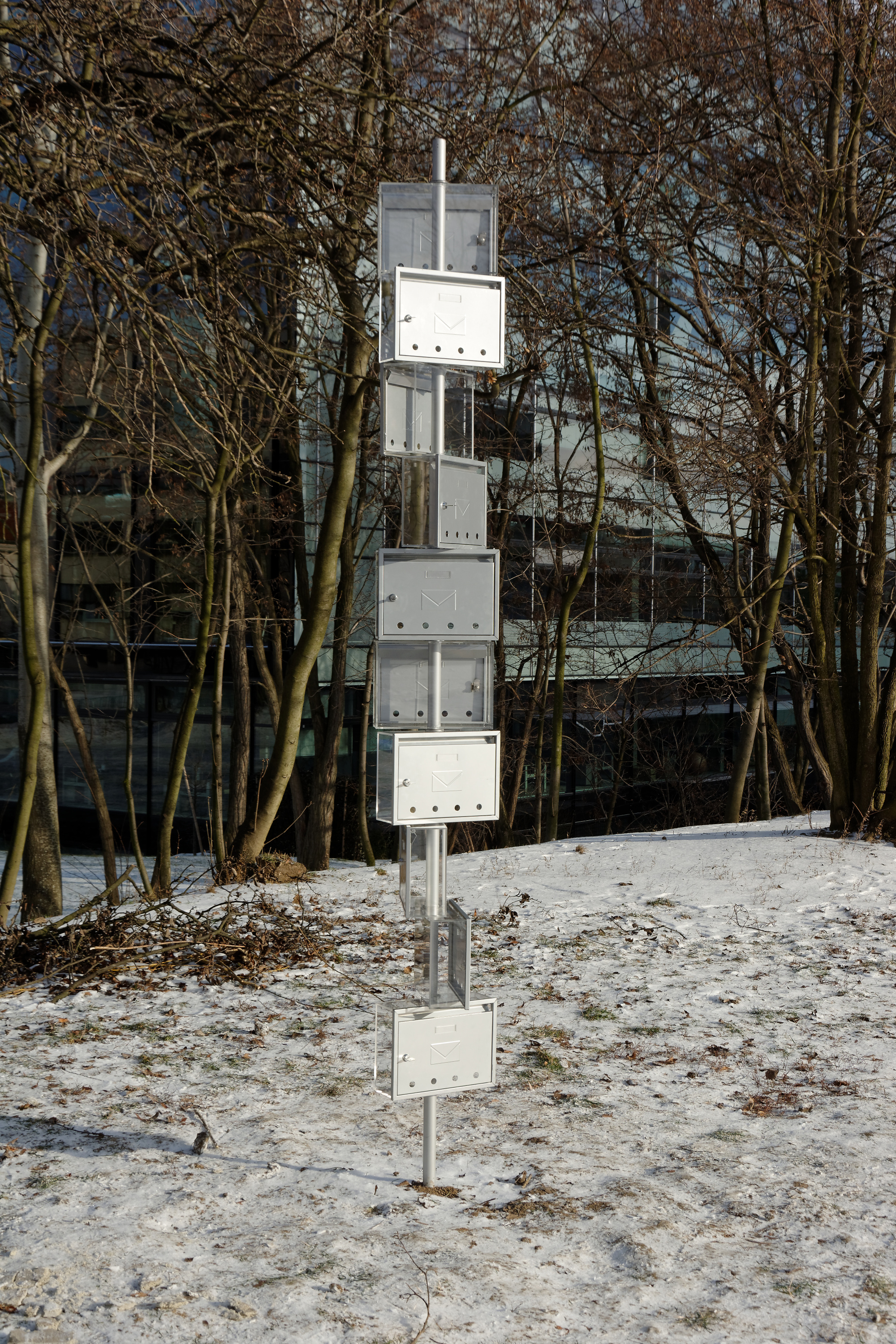
プラハにある憲章77の記念碑

憲章77（けんしょう77、チェコ語・スロバキア語：Charta 77）は、チェコスロバキアの反体制運動、およびそれを象徴する文書（Charta 77というスウェーデンのパンクバンドもある）。発起人は、ヴァーツラフ・ハヴェル、ヤン・パトチカ、ズデネク・ムリナーシ、イジー・ハーイェク、パヴェル・コホウト。

## 概要
1968年の「プラハの春」が軍事介入によって潰えてから、約10年後の1977年1月、グスターフ・フサークの正常化体制下の人権抑圧に対する抗議、フサーク指導部が批准したヘルシンキ宣言の人権条項の順守を求める文書が作成された。これは、国連の人権宣言やチェコスロヴァキアの憲法を参照している。
文書は、243人の署名付きで西ドイツの新聞に公表された。
1977年1月25日、オーストリア政府は憲章77に署名した者の亡命を認める旨を発表。また同月1月26日、中国の人民日報は「ソ連支配闘争の復活」として評価した。国際的な注目度の高まりもあり、同年2月2日にはチェコスロバキア共産党機関紙は「言うべきことは言いつくした」として署名者への批判キャンペーンを中断することを示した。
その後も当局からの圧力に耐えかねて離脱する者も現れたが、結果的に1980年代までに1,200人ほどの署名を集めた。「人間の顔をした社会主義」を唱え、国内外に影響を与えた。